# Communauté de communes du Genevois
La communauté de communes du Genevois est une communauté de communes française du département de la Haute-Savoie en région Auvergne-Rhône-Alpes.
La communauté de communes est membre du Pôle métropolitain du Genevois français depuis sa création le 1er mai 2017.

## Géographie
La communauté de communes se situe dans le Genevois français, au nord du département de la Haute-Savoie à la frontière avec la Suisse, bordée par le Rhône à l’extrémité ouest, limite administrative avec l'Ain. Elle fait partie du Grand Genève. Son altitude varie entre 327 mètres à Vulbens et 1 380 mètres sur la commune de Beaumont.

## Histoire
La communauté de communes a été créée par arrêté préfectoral du 26 décembre 1995.

## Composition
La communauté de communes est composée des 17 communes suivantes :

| Nom                      | Code Insee | Gentilé          | Superficie (km2) | Population (dernière pop. légale) | Densité (hab./km2) |
| ------------------------ | ---------- | ---------------- | ---------------- | --------------------------------- | ------------------ |
| Archamps (siège)         | 74016      | Archampois       | 10,69            | 2 458 (2022)                      | 230                |
| Beaumont                 | 74031      | Beaumontois      | 9,74             | 3 081 (2022)                      | 316                |
| Bossey                   | 74044      | Bossatis         | 3,88             | 947 (2022)                        | 244                |
| Chênex                   | 74069      | Chênexiens       | 5,38             | 790 (2022)                        | 147                |
| Chevrier                 | 74074      | Chevriérois      | 5,35             | 717 (2022)                        | 134                |
| Collonges-sous-Salève    | 74082      | Collongeois      | 6,13             | 3 876 (2022)                      | 632                |
| Dingy-en-Vuache          | 74101      | Dingeois         | 7,18             | 787 (2022)                        | 110                |
| Feigères                 | 74124      | Feigèrois        | 7,66             | 1 842 (2022)                      | 240                |
| Jonzier-Épagny           | 74144      | Jonziérois       | 7,16             | 889 (2022)                        | 124                |
| Neydens                  | 74201      | Neydanais        | 6,96             | 2 227 (2022)                      | 320                |
| Présilly                 | 74216      | Présilliens      | 8,66             | 1 082 (2022)                      | 125                |
| Saint-Julien-en-Genevois | 74243      | Saint-Juliennois | 10,59            | 15 925 (2022)                     | 1 504              |
| Savigny                  | 74260      | Savignerands     | 10,52            | 1 029 (2022)                      | 98                 |
| Valleiry                 | 74288      | Valleiryens      | 6,95             | 5 090 (2022)                      | 732                |
| Vers                     | 74296      | Vernois          | 5,91             | 962 (2022)                        | 163                |
| Viry                     | 74309      | Viriens          | 26,16            | 5 625 (2022)                      | 215                |
| Vulbens                  | 74314      | Vulbensois       | 12,53            | 1 698 (2022)                      | 136                |

## Démographie

### Population
| 1968   | 1975   | 1982   | 1990   | 1999   | 2010   | 2013   | 2019   |
| ------ | ------ | ------ | ------ | ------ | ------ | ------ | ------ |
| 12 786 | 17 401 | 19 559 | 22 942 | 27 050 | 35 635 | 39 787 | 48 312 |

### Pyramide des âges
| Hommes | Classe d’âge | Femmes |
| ------ | ------------ | ------ |
| 0,2    | 90 ans ou +  | 0,6    |
| 3,7    | 75 à 89 ans  | 5,3    |
| 11,0   | 60 à 74 ans  | 11,5   |
| 19,3   | 45 à 59 ans  | 20,2   |
| 25,5   | 30 à 44 ans  | 25,4   |
| 19,0   | 15 à 29 ans  | 17,5   |
| 21,2   | 0 à 14 ans   | 19,5   |

| Hommes | Classe d’âge | Femmes |
| ------ | ------------ | ------ |
| 0,3    | 90 ans ou +  | 0,9    |
| 5,5    | 75 à 89 ans  | 7,7    |
| 12,6   | 60 à 74 ans  | 13,3   |
| 20,3   | 45 à 59 ans  | 20,4   |
| 22,8   | 30 à 44 ans  | 22,2   |
| 18,7   | 15 à 29 ans  | 16,8   |
| 20,2   | 0 à 14 ans   | 18,7   |

## Politique et administration

### Statut
Le regroupement de communes a pris la forme d’une communauté de communes. L’intercommunalité est enregistrée au répertoire des entreprises sous le code SIREN 247 400 690. Son activité est enregistrée sous le code APE 8411Z

### Tendances politiques
| Commune                  | Maire                | Nuance politique | Nuance politique |
| ------------------------ | -------------------- | ---------------- | ---------------- |
| Archamps                 | Anne Riesen          |                  | SE               |
| Beaumont                 | Marc Genoud          |                  | SE               |
| Bossey                   | Jean-Luc Pecorini    |                  | SE               |
| Chênex                   | Pierre-Jean Crastes  |                  | SE               |
| Chevrier                 | Agnès Cuzin          |                  | SE               |
| Collonges-sous-Salève    | Brigitte Gondouin    |                  | DVD              |
| Dingy-en-Vuache          | Eric Rosay           |                  | SE               |
| Feigères                 | Myriam Grats         |                  | SE               |
| Jonzier-Épagny           | Michel Mermin        |                  | SE               |
| Neydens                  | Carole Vincent       |                  | SE               |
| Présilly                 | Nicolas Duperret     |                  | SE               |
| Saint-Julien-en-Genevois | Véronique Lecauchois |                  | PS               |
| Savigny                  | Béatrice Fol         |                  | SE               |
| Valleiry                 | Alban Magnin         |                  | DVG              |
| Vers                     | Joëlle Lavorel       |                  | SE               |
| Viry                     | Laurent Chevalier    |                  | SE               |
| Vulbens                  | Florent Benoit       |                  | LR               |

### Liste des présidents
| Période                                  | Période  | Identité            | Étiquette | Qualité                       |
| ---------------------------------------- | -------- | ------------------- | --------- | ----------------------------- |
| 2001                                     | 2014     | Bernard Gaud        | SE        | Maire de Chevrier (2001-2014) |
| 2014                                     | 2024     | Pierre-Jean Crastes | SE        | Maire de Chênex               |
| 2024                                     | En cours | Florent Benoit      | LR        | Maire de Vulbens              |
| Les données manquantes sont à compléter. |          |                     |           |                               |

### Conseil communautaire
À la suite de la réforme des collectivités territoriales de 2013, les conseillers communautaires dans les communes de plus de 1 000 habitants sont élus au suffrage universel direct en même temps que les conseillers municipaux. Dans les communes de moins de 1 000 habitants, les conseillers communautaires seront désignés parmi le conseil municipal élu dans l'ordre du tableau des conseillers municipaux en commençant par le maire puis les adjoints et enfin les conseillers municipaux. Les règles de composition des conseils communautaires ayant changé, celui-ci comptera à partir de mars 2014 cinquante-deux conseillers communautaires qui sont répartis selon la démographie : 
| Nombre de délégués | Communes                                                                      |
| ------------------ | ----------------------------------------------------------------------------- |
| 15                 | Saint-Julien-en-Genevois                                                      |
| 4                  | Collonges-sous-Salève, Valleiry et Viry                                       |
| 3                  | Archamps et Beaumont                                                          |
| 2                  | Bossey, Feigères, Jonzier-Épagny, Neydens, Présilly, Savigny, Vers et Vulbens |
| 1                  | Chênex, Chevrier et Dingy-en-Vuache                                           |

### Bureau
Le conseil communautaire est composé de 52 membres qui élisent un président et 13 vice-présidents. Ces derniers, avec d'autres membres du conseil communautaire, constituent le bureau. Le conseil communautaire délègue une partie de ses compétences au bureau et au président. 
| Nom                 | Fonction           | Qualité                                      |
| ------------------- | ------------------ | -------------------------------------------- |
| Pierre-Jean Crastes | Président          | Maire de Chênex                              |
| Michel Mermin       | 1er Vice-président | Maire de Jonzier-Épagny                      |
| Carole Vincent      | 2e Vice-présidente | Maire de Neydens                             |
| Julien Bouchet      | 3e Vice-président  | Adjoint au maire de Saint-Julien-en-Genevois |
| Michel De Smedt     | 4e Vice-présidente | Adjoint au maire de Saint-Julien-en-Genevois |
| Vincent Lecaque     | 5e Vice-président  | Maire de Collonges-sous-Salève               |
| Eric Rosay          | 6e Vice-président  | Maire de Dingy-en-Vuache                     |
| Solenn Ben Othmane  | 7e Vice-président  | Adjointe au maire de Archamps                |
| Florent Benoit      | 8e Vice-président  | Maire de Vulbens                             |
| Béatrice Fol        | 9e Vice-président  | Maire de Savigny                             |
| Marc Genoud         | 10e Vice-président | Maire de Beaumont                            |
| Alban Magnin        | 11e Vice-président | Maire de Valleiry                            |
| Francois de Viry    | 12e Vice-président | Adjoint au maire de Viry                     |
| Jean-Claude Guillon | 13e Vice-président | Adjoint au maire de Saint-Julien-en-Genevois |

### Compétences
La communauté de communes exerce deux compétences obligatoires intéressant l'ensemble de la communauté  que sont :
- Les actions de développement économique
- L’aménagement du territoire

Elle exerce également des compétences « optionnelles » que sont :
- La protection et mise en valeur de l'environnement (comme la lutte contre les décharges sauvages, valorisation des déchets ménagers, balisage et entretien des sentiers etc.)
- La création ou aménagement et entretien de voirie d'intérêt communautaire (l’entretien des voies communales, curage des fossés, salage, etc.)
- La construction, entretien et fonctionnement d’équipements culturels et sportifs et d’équipements de l’enseignement préélémentaire et élémentaire
- La politique du logement et du cadre de vie (comme le soutien aux logements sociaux)
- Les actions sociales

Et enfin des compétences « facultatives », que sont la gestion des transports publics. Cela se traduit par l'adhésion de l'intercommunalité au Groupement local de coopération transfrontalière (GLCT), et par conséquent sa desserte par les lignes M et N des Transports publics genevois, la CCG a mis en place un service de transport à la demande baptisé PROXIGEM (proximité Genevois Mobilité). Ce service fonctionne du lundi au vendredi, de 9 h à 18 h sur les 17 communes de l'intercommunalité.

### Identité visuelle
| Ancien logotype de la Communauté de communes du Genevois. | La Communauté de communes du Genevois s’était dotée d’un logotype. | Logotype de la Communauté de communes du Genevois. |

## Pour approfondir